# Zandwijckse Poort
De Zandwijckse Poort (of Santwyckse Poort) was een stadspoort in de stad Tiel. Hij was gesitueerd aan de huidige Santwijckse Poort (straat) en de Oude Haven aan de noordoostkant van de vesting. De poort dankte zijn naam aan het feit dat in de late middeleeuwen, nog enkele meters buiten de poort, de buurtschap Zandwyck bestond. De poort was, evenals de Kleibergse Poort, de Westluidense Poort en de Burense Poort, een van de hoofdpoorten die toegang gaven tot de stad.

## Geschiedenis
In 1498 werd de poort voor het eerst vermeld in geschriften, maar hij is vermoedelijk ouder. Op 14 januari 1464 werd bij de Dampoort de stadsregent Dirck Doys van Beesd door een groep Zandwijkers aangevallen en gelyncht. Daarna werd besloten tot de bouw van de Santwijckspoort, tot bescherming van de voorstad. De poort moet dus tussen 1464 en 1498 gebouwd zijn. Hij bracht enigszins rust in de rivaliteit tussen de stad Tiel en de buurtschap Zandwijk. Dit bleek vooral in de Tachtigjarige Oorlog, want Tiel was overwegend reformatorisch en Zandwijk merendeels katholiek. In 1518 kreeg vestingbouwer Hendrik Collaert van hertog Karel van Egmont de opdracht een nieuwe en stevigere vesting te bouwen, waarbij de Zandwijkse poort uitgebreid en verstevigd werd.
Eind juli 1528 zette Floris van Egmont zijn kamp op bij de poort. Hij was tweedegraads verwant met Karel van Egmont, maar vocht in de Gelderse Oorlogen tegen hem. Het dorp Zandwijk werd geplunderd en vernield, maar het beleg van Tiel werd na enkele weken gestaakt. Op 5 oktober 1566 stal Adriaen Vijgh, een zoon van Diederik Vijgh, tijdens een mis in de Sint Walburgiskerk de sleutels van de Santwijckse poort. Dit deed hij om in het geheim een calvinistische predikant binnen de stad te krijgen. Hij huurde een paard met wagen, maar de verhuurster kreeg argwaan en Adriaen Vijgh en de predikant werden ter hoogte van Culemborg aangehouden en moesten lopend verder. Vijgh kreeg de predikant via de Santwijckse poort binnen, maar tot een preek kwam het nooit.
In 1845 was de Zandwijckse Poort de eerste poort binnen de stad Tiel die werd afgebroken. De gemeente had hiervoor toestemming gevraagd aan koning Willem I. Deze was er eigenlijk op tegen, maar gaf toch toestemming. Op de plek kwamen twee herenhuizen (1846-1960) en sinds 1960 staan er winkelpanden. In de bestrating op de hoek Voorstad-Oliemolenwal-Santwycksepoort is aangegeven waar de Zandwijckse Poort heeft gestaan.